# 铁道游击队 (电影)
《铁道游击队》，中国电影，根据同名小说改编，1956年上映。原作及编剧刘知侠，导演赵明，领衔主演曹会渠、秦怡。本片于1957年北京人民广播电台和北京日报联合举办的国产片评选中列入该年度最受欢迎的十部影片之一。而片中歌曲《弹起我心爱的土琵琶》也广为传唱，经久不衰。

## 情节概述
1940年，山东省临城、枣庄一带的铁路线上，活跃着一支游击队，称作飞虎队。他们到处破坏交通线，使日军运输难以进行。日军小林调集兵力进军微山湖，试图消灭飞虎队。经过战斗，飞虎队打退了日军进攻。